# Schola Cantorum (Uppsala)
Schola Cantorum är en kammarkör för studenter, knuten till Uppsala domkyrkoförsamling. 
Kören grundades 1972 av Lars Angerdal och har tidigare musicerat under ledning av bland andra Olle Johansson. Ledare är sedan hösten 2009 biträdande domkyrkoorganisten Milke Falck. Repertoaren sträcker sig från medeltid och renässans till vår tids musik, med ett urval för mindre kör.